# Gloria Mestre
Gloria Mestre Rodríguez (Villahermosa, Tabasco 28 de julio de 1928-Ciudad de México, 9 de diciembre de 2012), conocida como la Diosa de la Danza, fue una actriz, bailarina de danza moderna y coreógrafa mexicana.

## Biografía y carrera
Hija de Manuel Mestre, primer gobernador maderista en su tierra natal, Tabasco, y de Carmen Rodríguez.  Inició su actividad dancística asistiendo a clases en la Academia Alma Mexicana gracias a su madre, quien descubrió sus dotes para el baile. Estudió más tarde en la Escuela Nacional de Danza en la capital de México.  
Se graduó como maestra normalista, pero de inmediato ingresó a trabajar al Instituto Nacional de Bellas Artes, siendo su primera aparición profesional en público como comparsa en la ópera Carmen.  
En el INBA tomó clases con Gloria Campobello e hizo sus primeras danzas bajo la batuta del maestro Carlos Chávez. Fue en 1943, al presentarse en el teatro de Bellas Artes cuando empezó su ascenso artístico y sus giras por el país. Fue entonces, en los años cuarenta del siglo XX, cuando se le consideró una de las mejores bailarinas de ballet en México. Participó también en el Ballet de Waldeen. Hizo además incursiones en el cine mexicano.
Fue fundadora de la Academia de la Danza Mexicana y del Ballet de la Asociación Nacional de Actores; también fue directora del Ballet Chapultepec, primera bailarina en danza clásica y moderna, y coreógrafa de la Ópera Nacional en el INBA.

### Muerte
El 9 de diciembre de 2012, Mestre falleció en Ciudad de México a los 84 años de edad.

## Filmografía

### Películas
- La isla de los hombres solos (1974)